# Глеб Тиреевич
Глеб Тиреевич (или Глеб Тирпеевич; ? — 30 июля 1184) — половецкий хан XII века.

## Биография
Сын половецкого хана Тирея (или Тирпея), приняв христианство, получил имя Глеб. В 1183 году совместно с ханом Кончаком совершил поход на Русь, но узнав о том, что русское войско под командованием Святослава Всеволодовича вышло к ним навстречу, половцы отступили.
В 1184 году участвовал в битве на Орели, в которой половецкое войско было разгромлено объединённым русским войском. Половцы понесли большие потери, было убито или взято в плен множество ханов и рядовых воинов. Сам Глеб Тиреевич был убит.